# Abbas Ier le Grand
Pour les articles homonymes, voir Abbas Ier Hilmi et Abbas.
Abbas Ier dit « le Grand » (en persan : شاه عباس بزرگ / Šâh ʿAbbâs-e Bozorg ), né le 27 janvier 1571 à Hérat et mort dans le 19 janvier 1629 dans le Mazandéran, est le cinquième chah séfévide de l'Iran.
Comptant parmi les souverains les plus remarquables de la dynastie séfévide, Abbas monte sur le trône en 1588, sous l'impulsion de son tuteur Murshed Quli Khan, après avoir évincé son père Muhammad Khodabanda (1578-1588) et son frère Abou Taleb (considéré comme le régent, vakil). Alors que près de la moitié de l'Iran est aux mains des Ottomans et des Ouzbeks, Abbas reprend progressivement le contrôle de son territoire et impose son autorité aux différents groupes turkmènes appelés Qizilbashis (« têtes rouges »).

## Les débuts du règne
Afin de régler la situation intérieure (notamment la rébellion de plusieurs seigneurs Kizilbaches), Abbas conclut un traité de paix avec la Sublime Porte en 1590. Ce texte, très défavorable à l'Iran, entérine la perte de l'Azerbaïdjan avec sa capitale Tabriz, ainsi que d'une grande partie de l'Arménie, de la Géorgie et du Kurdistan, qui passent sous influence ottomane. Durant une décennie, Abbas se concentre dans la lutte contre les grands émirs provinciaux (Fars, Kerman, Azerbaïdjan...) et les potentats du nord de l'Iran (Gilan, Mazanderan), ainsi que sur le maintien de la présence safavide dans le Khorassan. Cette région est alors largement dominée par la dynastie ouzbek des Chaybanides. En 1598, Shah'Abbas parvient finalement à rétablir son autorité sur l'ensemble du territoire ainsi que sur le Khorassan grâce à une victoire militaire éclatante à Robat-e Paryan. La puissance ville de Hérat — lieu de sa naissance — repasse définitivement dans le giron safavide.

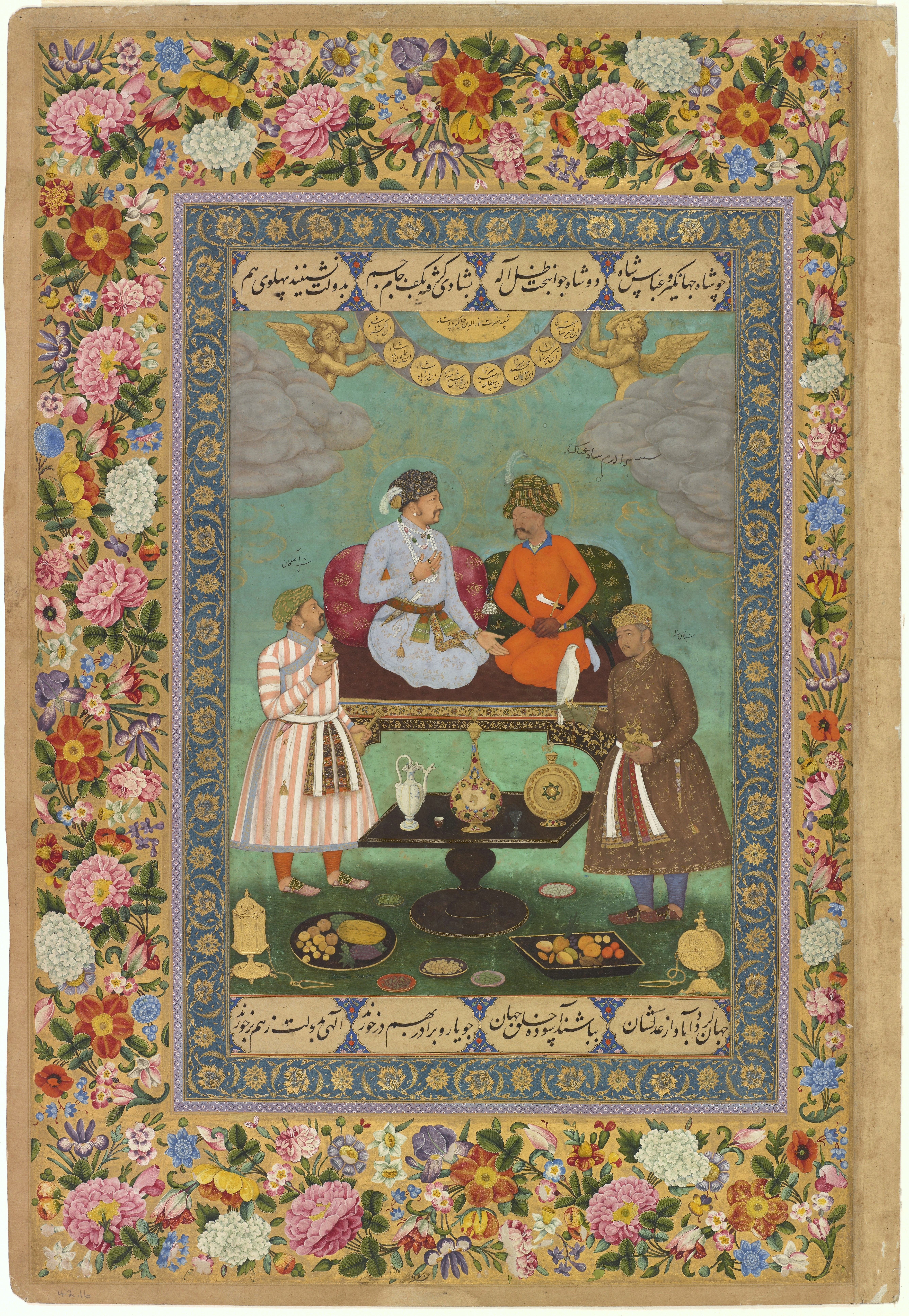
Miniature mongole présentant Jahangir et son « frère » Shah'Abbas.

Cette même année, Abbas transfère officiellement le siège du pouvoir (Dar al-saltanat) à Ispahan, dont la situation géographique est considérée comme plus sûre que celle de Qazvin (capitale safavide depuis 1555). Ispahan devient alors un lieu culturel et artistique majeur. En 1603, Abbas entre en guerre contre la puissance ottomane : il reconquiert rapidement Tabriz et étend son domaine jusqu'à Erévan, qui devient la porte d'entrée du territoire safavide au XVIIe siècle. Au cours de cette guerre turco–safavide (1603–1618), les Ottomans sont repoussés jusqu'en Iraq (1605-1607). En 1620, Abbas s'empare de la province de Diyarbakir (sud-est de la Turquie actuelle (annexée par l'Empire ottoman en 1534) et de Bagdad en 1623. Dans la foulée, il s'empare des villes saintes de Najaf et Kerbala, hauts lieux du chiisme, ce qui accroît considérablement son prestige.

## Centralisation du pouvoir et modernisation de l'armée

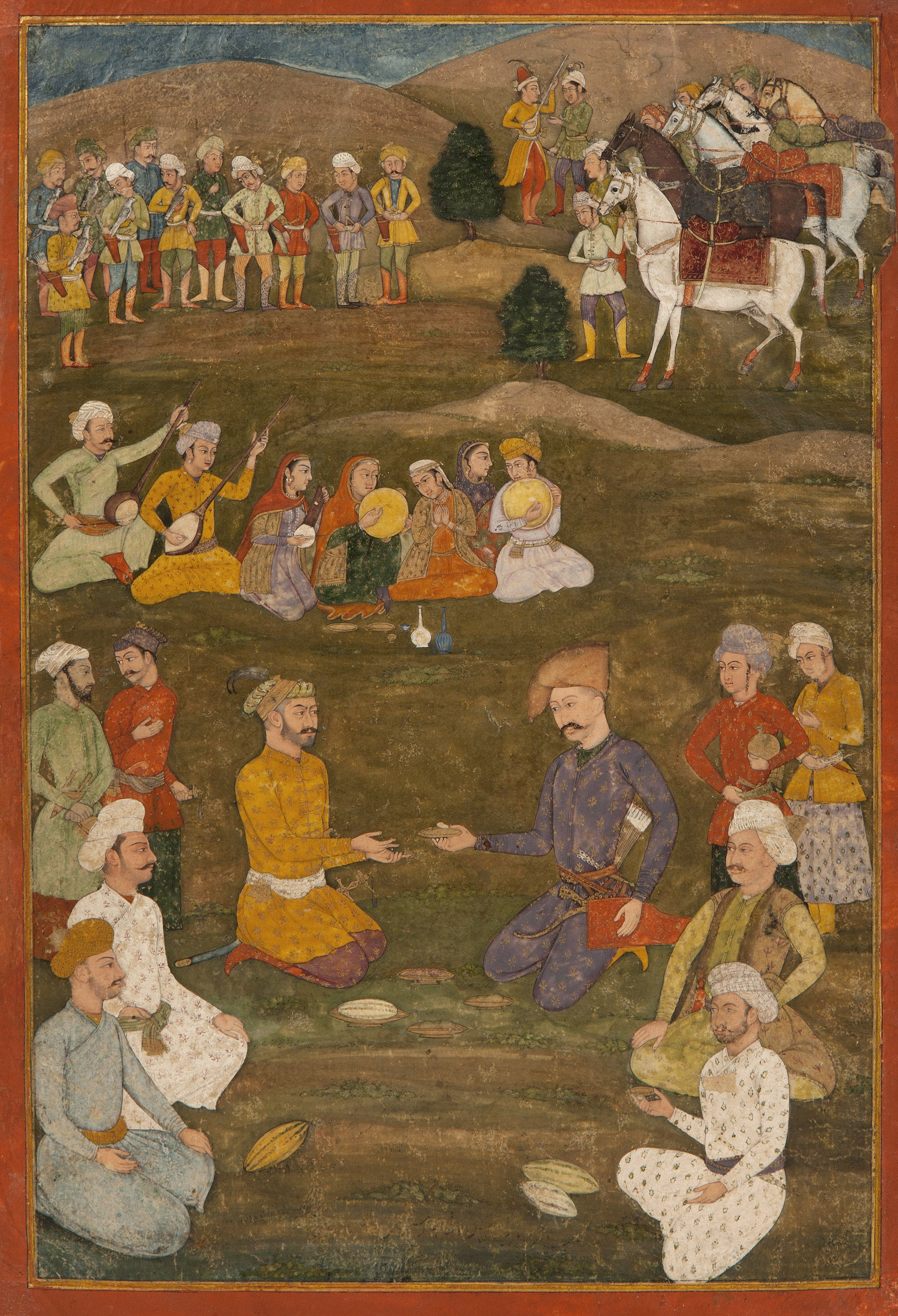
Abbas recevant l'ambassadeur des mongols Khan'Alam en 1618. Abbas est à droite du tableau, et offre un verre de vin à l'ambassadeur, à gauche. Auteur inconnu.

Abbas centralise le pouvoir politique et l'administration, en particulier en équilibrant le pouvoir des troupes turkmènes (Qizilbash ou Kizil Bash) grâce à la création du corps des gholams, des soldats chrétiens esclaves, principalement des Arméniens et Géorgiens, qui lui sont loyaux. S'il peut compter sur environ 50 000 Kizil Bash, ces troupes provinciales sont dirigées par des chefs locaux, qui servent le chah en échange de leur pouvoir politique (à l'instar du système de vassalité féodale). Aussi, les gholams, faits prisonniers lors des campagnes en Arménie (1603) et en Géorgie (1614, 1616), qui sont rétribués sur ses propres deniers, lui permettent de regagner l'ascendant sur ces chefs locaux. Des milliers d'artisans sont aussi transférés d'Arménie à Ispahan lors de plusieurs vagues de déportations : en 1604, plusieurs milliers d'Arméniens de Julfa sont ainsi conduits dans un faubourg d'Ispahan pour y fonder une nouvelle ville (la Nouvelle Julfa). D'autres seront envoyés dans le nord du pays (Mazandéran) pour y pratiquer l'agriculture et l'élevage du ver à soie (1612-1614). 
Outre ces 10 000 cavaliers gholams, il crée un corps de 12 000 mousquetaires, les tofangtchis, et dispose aussi de 12 000 artilleurs (avec 500 canons). Avec, en outre, sa garde personnelle de 3 000 hommes, le Shah'Abbas dispose ainsi d'une armée permanente de 37 000 hommes, auxquels il faut ajouter les 50 000 qizilbash qu'il peut lever le cas échéant. Le pouvoir des qizilbash est progressivement réduit à la fin de son règne : seules les provinces périphériques de Géorgie, du Khouzistan, du Kurdistan et de Loristan bénéficient encore d'une autonomie relative. Les puissantes tribus des Khanats sont divisées en trois groupes, et affectées l'une en Azerbaïdjan, les deux autres à Merv et à Asterabad, éloignées les unes des autres de centaines de kilomètres.
Le gholam Allahverdi Khan, d'origine géorgienne, est nommé gouverneur de Fars vers 1595-1596, devenant le premier gholam à bénéficier d'un statut égal à celui des émirs qizilbashs. Devenu commandant-en-chef de l'armée, et conseillé par l'Anglais Robert Shirley (envoyé par Robert Devereux, 2e comte d'Essex, afin de forger une alliance contre les Ottomans), il réorganise l'armée au tournant du siècle.
Par ses victoires militaires sur les Ouzbeks, les Ottomans et les Portugais, il renforce les frontières du nord et de l'ouest et rétablit la suprématie iranienne sur le golfe Persique. Les Anglais l'aident à récupérer l'île d'Ormuz, que les Portugais possédaient depuis 122 ans. Il maintient par ailleurs des contacts avec l'Espagne, envoyant d'abord à la cour du roi catholique Philippe III Husayn Ali Beg, qui arrive à Valladolid le 13 août 1601 ; puis l'imam Quli Beg (5 février 1608) ; enfin Robert Shirley (22 janvier 1610) et Denzig Beg (15 janvier 1611). Nombreux descendants de ces envoyés se convertissent par la suite au catholicisme et entrent au service du roi, adoptant des noms chrétiens suivis du patronyme "de Perse" (tels Jean de Perse). De son côté, Philippe III lui envoya comme ambassadeur García de Silva Figueroa, qui identifia Persépolis et découvrit l'écriture cunéiforme.
En 1618, l'Italien Pietro Della Valle tente de le convaincre de s'allier aux Cosaques contre les Ottomans, mais les récentes victoires d'Abbas le poussent à ignorer cette requête.
Abbas est un roi pieux, qui soutient les institutions religieuses en construisant des mosquées et des madrasas (écoles religieuses) ; cependant, on constate sous son règne une séparation graduelle des institutions religieuses et de l'État, dans un mouvement vers une hiérarchie religieuse indépendante.

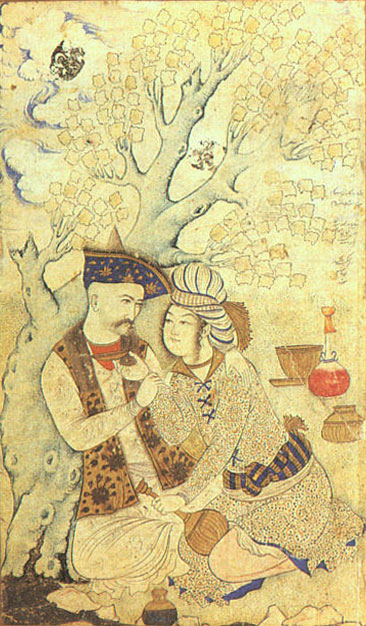
Shah'Abbas et le page, par Mohammad Qassim (1575-1659).

Son règne est aussi un âge d'or pour le commerce et les arts. Avec l'aide des Anglais, il se bat d'abord contre les Portugais qui occupaient le détroit d'Ormuz, puis accueille les commerçants étrangers (britanniques, hollandais, français et autres). Le niveau des arts patronnés par le Shah est visible à Ispahan, sa nouvelle capitale, où il construit des palais et mosquées de toute beauté : la place Naqsh-e Jahan , la porte du palais royal (Ali Qapu), la mosquée du Chah (masjed-e shah, construite entre 1616 et 1630), la mosquée du Cheikh Lotfallah, le palais de Tchehel-Sotoun, etc.) et donne une grande importance aux miniatures et aux beaux-arts.

## Unions et postérité
Abbas Ier eut six épouses : 

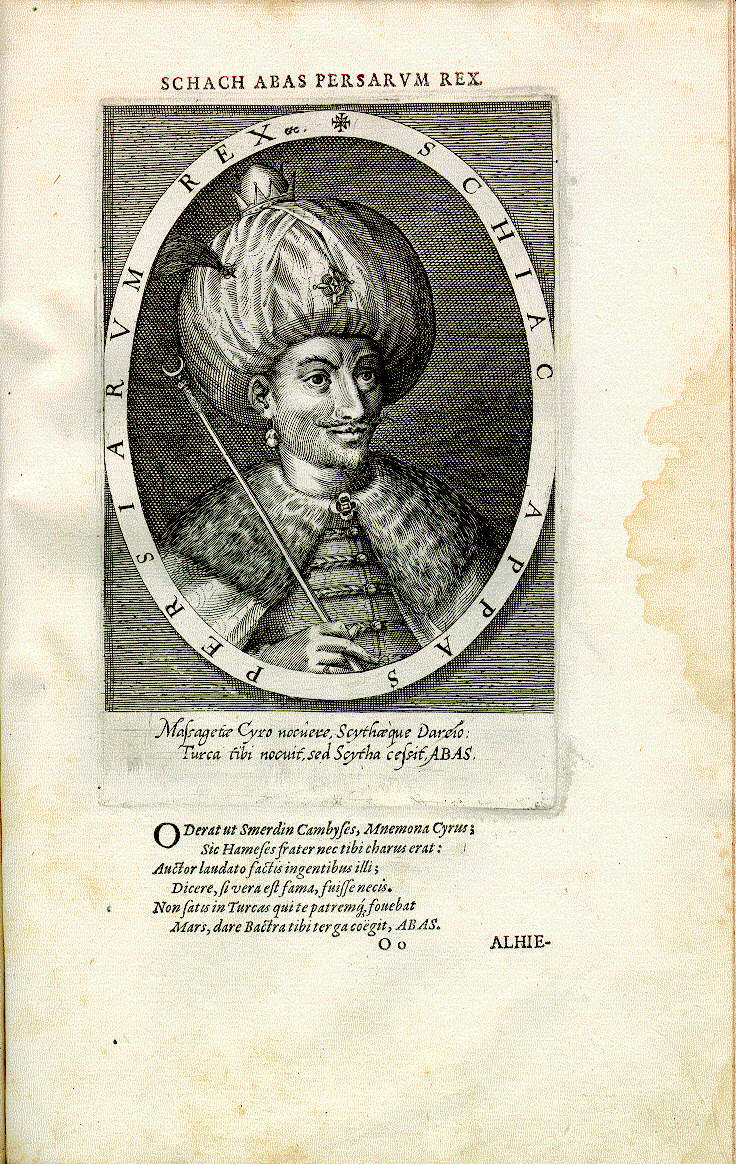
Shah Abbas Ier
Gravure hollandaise du XVIe siècle.

1. en 1587, une fille de Chahzada Sultan Mustafa ;
2. en 1587, Chahzadeh (princesse) Oglan Pasha Khanoum, veuve de son frère aîné Hamza Mirza et fille de Chahzadeh (prince) Sultan Hussain Mirza ;
3. de 1604 à 1614 Tinatin, Péri Lala Fatima Sultan Begoum fille du roi Georges X ;
4. en 1605, Kheshish, fille du roi David Ier de Kakhétie ;
5. en 1610, Ne, une autre fille de David Ier de Kakhétie ;
6. une autre fille de Chahzadeh (prince) Sultan Hussain Mirza.

dont il eut six fils et deux filles parmi lesquels :
- Sultan Muhammad Baqir Safi Mirza né le 15 septembre 1587 exécuté sur ordre de son père en février 1615, père de Chah Séfi ;
- Sultan Hasan Mirza né en 1588 mort à Qazvin le 18 août 1591 ;
- Sultan Husain Mirza né en 1591 mort à Ispahan en 1603 ;
- Sultan Muhammad Reza Mirza Khuda Banda aveuglé sur ordre de son père en 1621 ;
- Sultan Isamail Mirza né en 1601 mort à Ispahan en 1613 ;
- Imam Qouli Amanu'llah Mirza aveuglé sur ordre de son père en 1627 ;
- Chahzadeh (princesse) Shahzada Begum ;
- Chahzadeh (princesse) Zubaida Begum épouse de Jessé Isa Khan Bagration anti-roi de Kakhétie.